# Златополинский сельсовет
Златополинский сельсовет — муниципальное образование со статусом сельского поселения и административно-территориальное образование в Кулундинском районе Алтайского края России. Административный центр — село Златополь.

## История
10 ноября 2009 года законом № 86-ЗС «Об упразднении разъезда Златополь Златополинского сельсовета, Железнодорожной Казармы 15 км Курского сельсовета, разъезда 129 км Октябрьского сельсовета Кулундинского района Алтайского края и внесении изменений в отдельные законы Алтайского края» был упразднён разъезд Златополь.

## Демография
По результатам Всероссийской переписи населения 2010 года, численность населения муниципального образования составила 923 человека, в том числе 441 мужчина и 482 женщины. Оценка Росстата на 1 января 2012 года — 882 человека.

## Населённые пункты
В состав сельского поселения входит 3 населённых пункта:
- станция Железнодорожная Казарма 24 км,
- село Златополь,
- село Сергеевка.